# 普卡卡卡山
10°26′5″S 76°51′22″W / 10.43472°S 76.85611°W
普卡卡卡山（Puka Qaqa），是秘魯的山峰，位於利馬大區的卡哈坦博省，屬於安第斯山脈的一部分，處於瓦伊瓦什山脈以南和米爾波山以北，海拔高度約5,000米。